# ミツバヤツメ
ミツバヤツメ（三歯八目、学名:Entosphenus tridentatus）は、ヤツメウナギ目ヤツメウナギ科ミツバヤツメ属に属する水中動物である。三つに分かれた上口歯板が特徴的であることから「三歯ヤツメ」と命名された。
太平洋の北半球側に生息しているが、日本では北海道のごく一部の河川で見られる。本州の河川でもまれに見られる。日本では30尾あまりしか発見されておらず、絶滅危惧種である。
春から夏にかけて産卵のために海から河川を遡行するとされているが、国内ではまだ詳しい生態調査はなされていない。
栃木県大田原市の水族館「栃木県なかがわ水遊園」で那珂川水系で発見された2尾が飼育されていたことがある。